# Ліндув (Мазовецьке воєводство)
Ліндув (пол. Lindów) — село в Польщі, у гміні Мщонув Жирардовського повіту Мазовецького воєводства.
Населення — 97 осіб (2011).
У 1975-1998 роках село належало до Скерневицького воєводства.

## Демографія
Демографічна структура станом на 31 березня 2011 року:
|          | Загалом | Допрацездатний вік | Працездатний вік | Постпрацездатний вік |
| -------- | ------- | ------------------ | ---------------- | -------------------- |
| Чоловіки | 46      | 9                  | 31               | 6                    |
| Жінки    | 51      | 11                 | 22               | 18                   |
| Разом    | 97      | 20                 | 53               | 24                   |